# Museum Auberlehaus
Das Auberlehaus ist ein historisches Gebäude in Trossingen, in dem sich ein Museum mit mehreren bedeutenden Exponaten befindet. Seit Oktober 2014 ist das Museum außerdem eine von 26 Infostellen des UNESCO Geoparks Schwäbische Alb.

## Geschichte

### Gebäudegeschichte und Museumsgründung

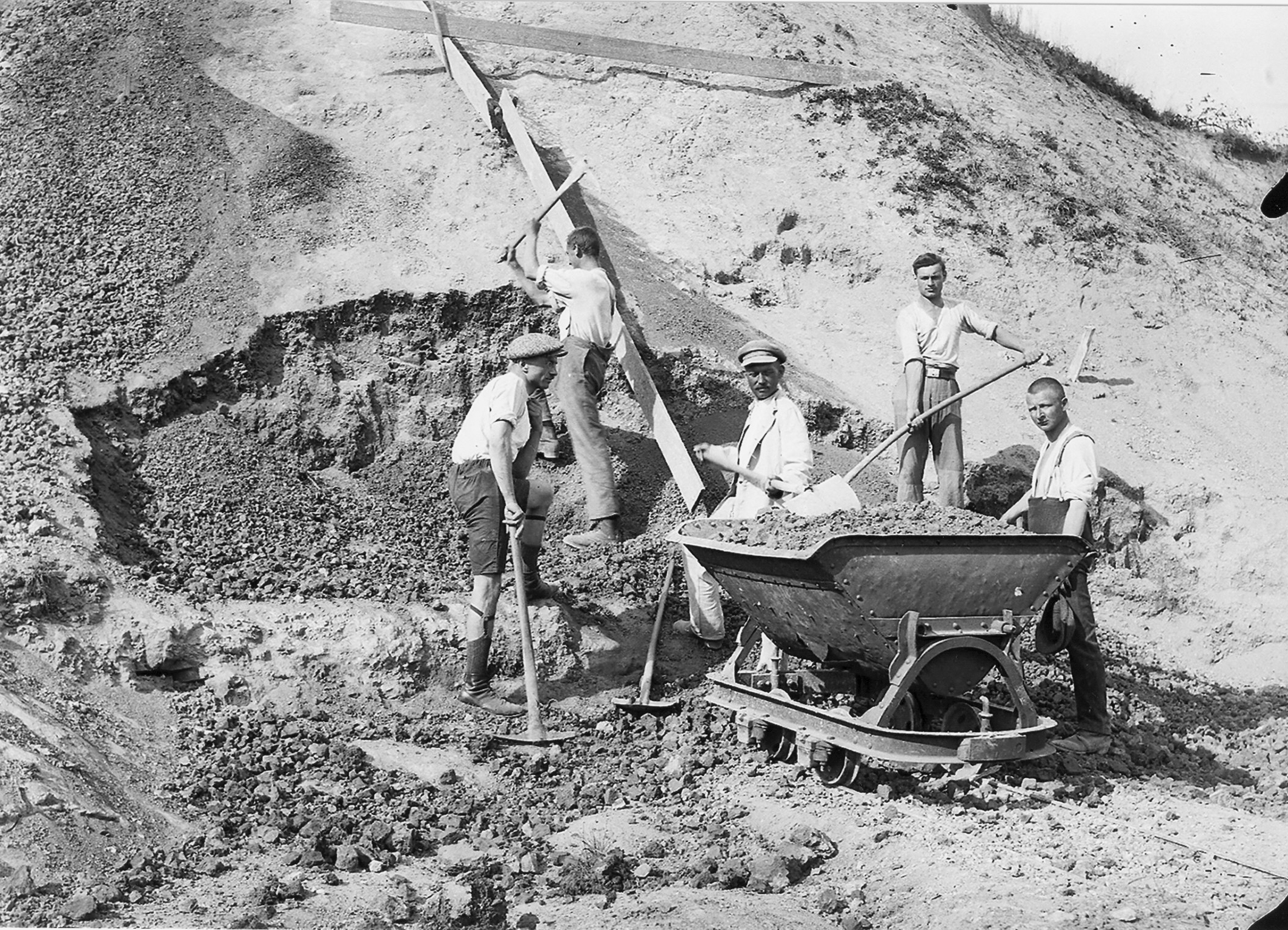
Sauriergrabung in Trossingen, 1912

Das Bauernhaus mit der Anschrift „Marktplatz 6“ ist eines der größten und stattlichsten Bauernhäuser der gesamten evangelischen Baar. 1718 wurde das Haus am Marktplatz von Johannes Glunz als Gasthaus „Lamm“ erbaut. Bereits wenige Jahre später war das „Lamm“ Schauplatz des Trossinger Allmandstreits, während dessen sich die Trossinger sogar mit württembergischen Militär anlegten. 1855 kaufte die begüterte Bauernfamilie Maurer, die den namengebenden Beinamen Auberle besaß, das Gebäude. Nach dem Tod des Letzten aus dem Geschlecht der Maurer, sollte das Haus im Jahr 1968 im Rahmen einer Feuerlöschübung abgebrannt werden. Im Stadtrat wurde – mit äußerst knappem Abstimmungsergebnis – beschlossen, das Gebäude umfassend zu renovieren und als Heimatmuseum der Öffentlichkeit zugänglich zu machen. Dies verdankt die Stadt vor allem dem 1973 gegründeten Arbeits- und Förderkreis Trossinger Heimatmuseum e. V., der sich Pflege und Unterhalt des Museums zur Aufgabe machte – neben der Sammlung und Erforschung der Trossinger Heimatgeschichte. 1977 konnte dank einiger Mäzene, der Stadt Trossingen und des Vereins das Heimatmuseum eröffnet werden. 1979 zog das erste Skelett eines Trossinger Plateosaurus in das alte Gemäuer ein – jedoch lediglich als Abguss. Bis zur Schließung des Museums wegen der verheerenden Hagelschäden am 28. Juni 2006 besuchten im Schnitt rund 8000 Besucher jedes Jahr das Museum.

### Renovierung und Neueröffnung
Nach dem Hagelunwetter war das Museum bis 2009 geschlossen. Von September 2009 bis Oktober 2010 sanierte der ehrenamtlich tätige Verein das Haus und konzipierte das Museum Auberlehaus neu. Dazu investierte der Verein 112.000 EUR in die Sanierung der ersten beiden Stockwerke und leistete 5700 Stunden Arbeit. Neben einer generellen Grundreinigung wurde vor allem die Elektrik erneuert und das Erdgeschoss umgestaltet. Die bisherigen Mauern wurden im ehemaligen Scheunenbereich mit transluzenten Stoffbahnen abgehängt und hinterleuchtet. Damit erscheint eine Lichtwand, vor der die Exponate noch eindrücklicher zur Wirkung kommen. Im Gegensatz dazu wurde im Anbau des Erdgeschosses eine gänzlich lichtgeführte Ausstellung zum Thema der Paläontologie installiert: 70 Laufmeter schwarze Vorhänge, über 50 Tonnen Schotter, Asphaltwege und ein Teich wurden eingebaut und mit Metalldampflampen auf 20 Watt Basis ausgeleuchtet. Die Gewölbekeller wurden vom Putz befreit und die Natursteingewölbe freigelegt und gefestigt. In einem der beiden Räume sind nun Großkristalle als Ausstellungsstücke und gleichzeitig als Lichtquelle ausgestellt. Die Neueröffnung erfolgte am 9. Oktober 2010.

## Dauerausstellungen

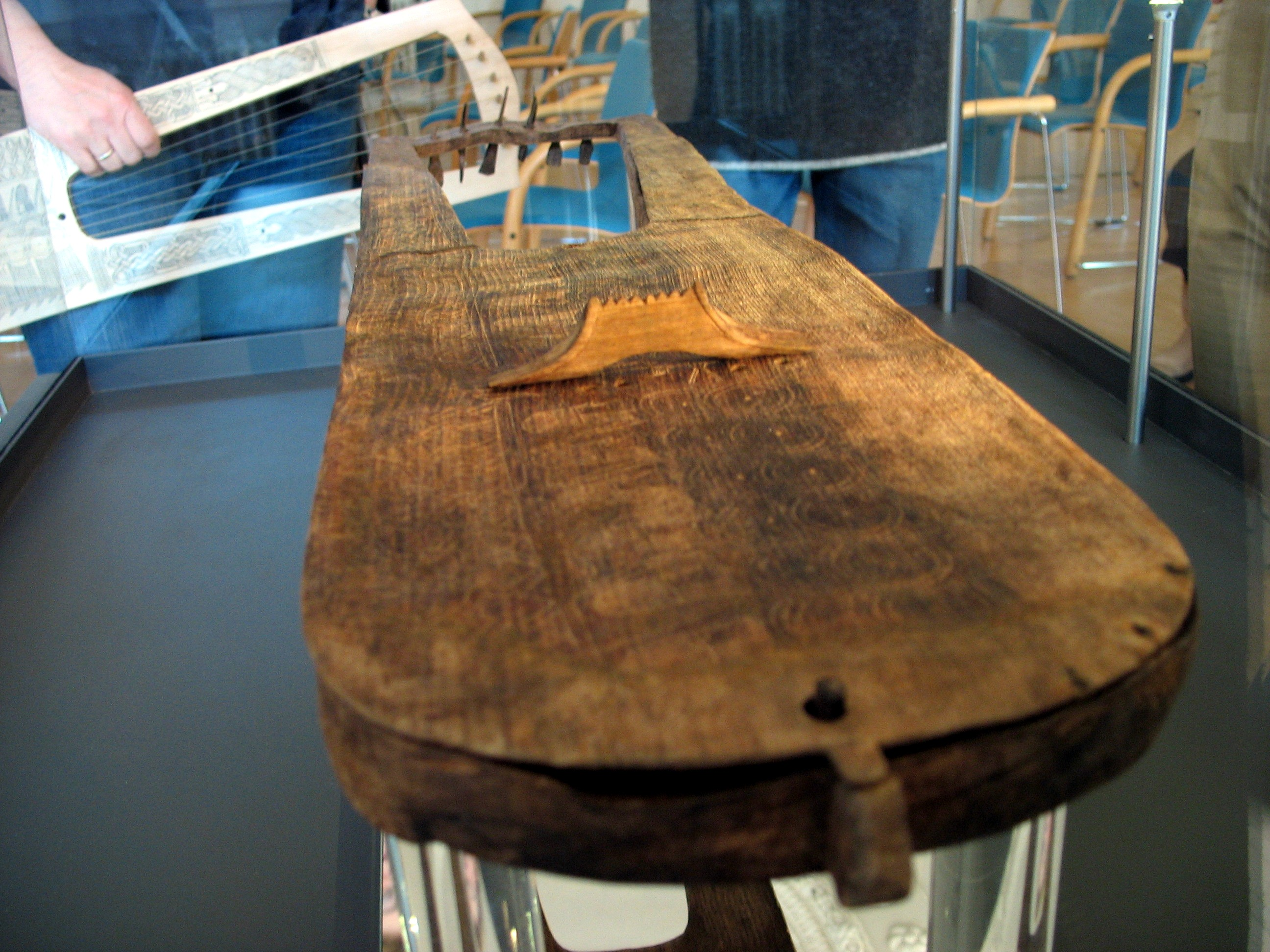
Die alemannische Trossinger Leier

Im Museum Auberlehaus findet man neben Paläontologie und Archäologie vor allem Informationen zur Sozialgeschichte der Stadt in original eingerichteten Wohnräumen und Werkstätten vom frühen 18. bis ins beginnende 20. Jahrhundert. Neben Informationen über die Entwicklung Trossingens vom Alamannendorf zur Musikstadt findet man auch eine paläontologische Sammlung. Bei mehreren Ausgrabungen in und um Trossingen fanden Forscher Anfang des 20. Jahrhunderts die Reste von 55 Plateosauriern aus der Keuperzeit. Eine Ausstellung rund um das Thema Dinosaurier beinhaltet das Erdmittelalter mit den Sauriern unterschiedlicher Lebensräume. Hier sind dann versteinerte Riffe, Schildkröten und die Trossinger Plateosaurier zu besichtigen. Gerade die paläontologische Sammlung fasziniert die Besucher dank der ungewöhnlichen Besucherführung durch die schwarz gehaltene Ausstellung. Dadurch treten die eindrucksvollen Exponate besonders hervor. Auch das Mineraliengewölbe gehört zu den Höhepunkten der Ausstellung. Das Credo des ehrenamtlich geführten Hauses ist es, möglichst viel im wahrsten Sinne des Wortes begreifen zu lassen. So kann man beispielsweise einen echten Dinosaurierknochen berühren und einen Kaffernbüffel streicheln.
Die Afrikasammlungen des Hauses genießen sowohl im zoologischen als auch im ethnologischen Bereich überregionalen Ruf. Der Schwerpunkt der völkerkundlichen Afrikaabteilung liegt auf dem südlichen Afrika mit Exponaten der San und Kavango in Namibia, den Luvale in Sambia – hier sind es die Makishi-Tänzer – und Trachtenteile der Zulu und Ndebele aus Südafrika. Ein weiterer Teil beschäftigt sich mit afrikanischen Musikinstrumenten. Die Präsentationen vermitteln den Besuchern das Gefühl die Exponate zu erleben – viele Dinge können berührt werden, somit entsteht eine gänzlich andere Beziehung zu den Museumsstücken.
Ab April 2011 präsentiert das Auberlehaus die Nachbauten des berühmten Grabes 58 aus dem alamannischen Gräberfeld. Das Trossinger Gräberfeld ist berühmt für die ausgezeichnete Holzerhaltung mit der außerordentlich gut erhaltenen und reich verzierten Trossinger Leier. Die Nachbauten der Möbel aus dem Adelsgrab aus dem Jahr 580 werden als Ensemble im Rahmen einer Aufbahrung des Herrn von Trossingen präsentiert. Eine Besonderheit ist der analysierte Inhalt der hölzernen Feldflasche aus dem Grab, in der Reste eines mit Honig gewürzten und gehopften Starkbieres nachgewiesen werden konnten, das bislang älteste nachweislich gehopfte Bier. Der Betreiberverein des Auberlehauses braut in regelmäßigen Abständen dieses Bier und bietet zu besonderen Gelegenheiten zum Verkosten und Kauf an. Daneben haben die Besucher die Möglichkeit, eine Bestattung mit erhaltenem Webrahmen, Teilen eines alamannischen Wagenkastens, Webschwert und anderen zu sehen, inklusive der hölzernen Grabausschachtung, 1500 Jahre alte Handwerkskunst.

## Sammlungen und Archive
Das Museum Auberlehaus beherbergt verschiedene Sammlungen und Archive. Darunter befindet sich eine Textilsammlung mit rund 100 Originaltrachten aus Trossingen. Daneben verfügt das Textilarchiv auch über Weißwäsche, wilhelminische Bekleidung und Uniformen.
Ebenfalls in den Archiven befindet sich der Nachlass des Trossinger Ehrenbürgers und Urenkels Matthias Hohners Hans Lenz, des ersten Bundesforschungsministers der Bonner Republik.
Ein Fotoarchiv mit Aufnahmen aus Trossingen beginnend um 1860 bis in die 1970er Jahre ist teilweise in Bildbänden erhältlich. Ebenfalls in den Fotoarchiven befinden sich umfangreiche historische Filme, zum einen zur Stadtgeschichte, zum anderen auch völkerkundlicher und naturgeschichtlicher Art. Alle Filme sind auf moderne Datenträger übertragen und somit problemlos verfügbar.
Auch die zoologische und ethnographische Sammlung von Fritz Kiehn mit weit über 600 Objekten, sowie Fotos und Filme von Siegfried Lauterwasser, einem Freund der Familie Kiehn, ist archiviert. Die Kiehnschen Sammlungen gelten als eine der größten naturkundlichen Privatsammlungen Süddeutschlands. Neben Trophäen und Präparaten des heimischen Wildes beherbergt die Sammlung Eis-, Braun-, Schwarz-, Grizzley- und Kodiakbär, fast sämtliche afrikanischen Antilopen- und Katzenarten, Elfenbein und Nashorn.
Im Jahr 2010 überließ das in Auflösung begriffene Benediktinerkloster Weingarten dem Museum Auberlehaus seine bedeutende naturhistorische und ethnologische Sammlung als Dauerleihgabe. Ein guter Teil der naturhistorischen Sammlung stammt aus Afrika, große Teile davon aus dem heutigen Namibia. Die Sammlung lässt sich unterteilen in: Mammalogie, Ethnologie, Ornithologie, Archäologie, Mineralogie, Paläontologie etc. Der Sammlungsbestand umfasst ca. 20.000 Einzelobjekte nach ersten Schätzungen. Derzeit wird ein Inventar erstellt, das auch wissenschaftliche Arbeiten an der Sammlung möglich machen soll. Teile der Sammlung der Abtei Weingarten werden in regelmäßigen Sonderausstellungen zu sehen sein, ggf. werden diese auch als Wanderausstellungen zur Verfügung stehen.
Die Bildenden Künste sind mit den Werken des aus Trossingen stammenden Kunstmalers Karl Demetz vertreten, darunter dessen Russlandbilder, zumeist Kohlezeichnungen und Aquarelle, die Demetz während des Zweiten Weltkrieges angefertigt hatte und die russische Landschaften, Städte und Menschen darstellen.

## Dauerleihgaben
Im Jahr 2013 erhielt das Museum Auberlehaus und sein Trägerverein als Dauerleihgabe eines Trossinger Bürgers über 100 Originaltrachten und Uniformen aus Afrika, Südamerika, Arabien und Europa. Zudem erhielt das Museum rund 60 Staatsgeschenke an die Bundesrepublik Deutschland als Dauerleihgabe des Bundespräsidialamtes Berlin. Die Artefakte stammen zum Großteil aus den Ländern Afrikas und werden in wechselnden Ausstellungen den Besuchern präsentiert. Einige Objekte befinden sich in den Dauerausstellungen, wie z. B. ein Paar fossiler Nautilusse aus Madagaskar, welche in der paläontologischen Sammlung ausgestellt sind. Viel bewundert wird auch die Cosmographia des Claudius Ptolemäus, ein kostbares Faksimile des originalen Codex aus der Bibliotheca Apostolica Vaticana, ein Geschenk von Papst Benedikt XVI. an Bundespräsident Christian Wulff.

## Sonderausstellungen
Vom 3. Oktober 2012 bis 31. Januar 2013 zeigte das Museum Auberlehaus die Sonderausstellung "Staatsgeschenke – 1949 bis 2012". Leihgeber waren neben dem Bundespräsidialamt das Deutsche Historische Museum Berlin, die Stiftung Bundeskanzler-Adenauer-Haus Bad Honnef und das Archiv der Bundeskanzler-Willy-Brandt-Stiftung Bonn. Gezeigt wurden über 50 Staatsgeschenke an die Bundesrepublik Deutschland mit vielen Hintergrundinformationen rund um das Protokoll und den roten Teppich.

## Sonstiges
Das Auberlehaus mit dem Arbeits- und Förderkreis Heimatmuseum sorgt heute auch für die Aufrechterhaltung der Tradition der Trossinger Morgensupp.